# Conus alisi
Conus alisi é uma espécie de gastrópode do gênero Conus, pertencente à família Conidae.